# VOLMET
VOLMET (akronim za 'Volume Meteorological') je sistem, ki preko kratkih in VHF radijskih frekvenc sporoča pilotom v zraku podatke o vremenu na letališčih (METAR), vremenske napovedi (TAF) in SIGMET-e. Podoben sistem je ATIS, le da se ATIS uporablja v terminalih - področju okrog letališča, medtem ko VOLMET obsega tudi širše območje.